# Neptune Island
Neptune Island ist eine Insel vor der Ingrid-Christensen-Küste des ostantarktischen Prinzessin-Elisabeth-Lands. Sie gehört zu den Rauer-Inseln und liegt abgelegen von den übrigen Inseln der Gruppe in der Buhta Russkogo Soldata, einer Nebenbucht der Prydz Bay.
Australische Wissenschaftler benannten sie wegen ihrer Abgeschiedenheit nach Neptun, dem äußersten Planeten des Sonnensystems.